# Пунам Діллон
Пунам Діллон (гінді पूनम ढिल्लों англ. Poonam Dhillon; нар. 18 квітня 1962, Канпур, Індія) — індійська акторка кіно, театру і телебачення.

## Життєпис
Пунам Діллон народилася в традиційній індійській родині, в якій батько був інженером авіації, а мати працювала в школі і займалася вихованням дітей. Пунам мала брата і сестру.
У 1977 році, у 16 років, Пунам Діллон перемогла на конкурсі «Міс молода Індія», в результаті чого її помітив режисер і продюсер Яш Чопра і запросив на роль у своєму фільмі «Тризуб бога Шіви» (1978). Потім Чопра довірив їй головну роль у драмі «Нурі» у 1979 році режисера Манмохана Крішни. За цю роль акторка була номінована на премію Filmfare Award за найкращу жіночу роль.
Згодом Пунам Діллон знялася в понад 90 кінофільмах. У СРСР і на пострадянському просторі вона здобула популярність, головним чином, завдяки узбецько-індійській музичній мелодрамі «Легенда про кохання» (1984) та індійському бойовику «Океан» (1986). У обох фільмах вона грала в парі з Санні Деолом.
Пунам Діллон знімалася з відомими акторами свого часу: Раджешем Кханною (в 6-ти спільних фільмах: «Червона троянда» (1980), «Біль» (1981), «Відважний» (1983), «Час вийшов» (1985), «Народ» (1987), «Jai Shiv Shankar» (1990)), Ріші Капур («Клятва молодості» (1982)), Санджівом Кумаром («Кохана дружина» (1981)), Хемой Маліні («Доля вдови» (1986)). У мелодрамі «Примарне щастя» (1981) вона знялася з Рекхаою, Ракхі Гульзар та Шаші Капуром. У драмі «Ім'я» у 1986 році — з Нутан і Санджаєм Даттом. 
Інші відомі фільми за її участі: «Мішень» (1980), «Пунам» (1981), «Роман» (1983), «Злочинні таємниці» (1985), «Карма» (1986), «Клятва» (1988), «Кривавий рахунок» (1989), «Багатство і бідність» (1990).
Пунам Діллон також грала в регіональних фільмах: «Nyay Danda» (бенгальський), «Yuddha Kaanda» (каннада) і «Ishtam» (телугу).
Крім цього, Пунам Діллон грає в театрі, бере участь у телевізійних передачах. Крім акторської діяльності, вона займається бізнесом, керуючи власною косметичною компанією. Діллон бере активну участь в соціальних програмах, спрямованих проти наркоманії, СНІДу, займається благодійністю.

### Родина
У 1988 році Пунам Діллон одружилася з Ашоком Тхакерія. У шлюбі народила двох дітей: син Анмол і дочка Палома. У 1997 році подружжя розлучилося.

## Фільмографія
| Рік       |   | Українська назва          | Оригінальна назва     | Роль                         |
| --------- | - | ------------------------- | --------------------- | ---------------------------- |
| 1978      | ф | Тризуб бога Шіви          | Trishul               | Баблі / Кусум Гупта          |
| 1979      | ф | Нурі                      | Noorie                | Нурі                         |
| 1979      | ф | Чорний камінь             | Kaala Patthar         |                              |
| 1980      | ф | Мішень                    | Nishana               |                              |
| 1980      | ф | Кохана дружина            | Biwi O Biwi           | Аша                          |
| 1980      | ф | Червона троянда           | Red Rose              | Шарда                        |
| 1981      | ф | Пунам                     | Poonam                | Пунам                        |
| 1981      | ф | Я і мій слон              | Main Aur Mera Haathi  | Джулі                        |
| 1981      | ф | Біль                      | Dard                  | Пунам                        |
| 1981      | ф | Примарне щастя            | Baseraa               | Саріта Мережі                |
| 1982      | ф | Клятва молодості          | Yeh Vaada Raha        | Суніта Сіккан                |
| 1982      | ф |                           | Yeh To Kamaal Ho Gaya | Прія Сінгх                   |
| 1982      | ф |                           | Teri Kasam            | Доллі                        |
| 1982      | ф | Як врятувати кохання?     | Sawaal                | Сонія Мехта                  |
| 1982      | ф |                           | Aapas Ki Baat         |                              |
| 1983      | ф | Роман                     | Romance               | Сонія                        |
| 1983      | ф | Катастрофа                | Qayamat               | Судха                        |
| 1983      | ф | Відважний                 | Nishan                | Гулабо                       |
| 1984      | ф | Легенда про кохання       | Sohni Mahiwal         | Санія (Соні)                 |
| 1984      | ф | Лейла                     | Laila                 | Лейла                        |
| 1984      | ф | Джон, Джані, Джанардана   | John Jani Janardhan   | Шеріл Мендес                 |
| 1984      | ф |                           | Yaadgaar              | Наїна (Наїна)                |
| 1985      | ф | Час вийшов                | Zamana                | Шітл                         |
| 1985      | ф | Куртизанка                | Tawaif                | каїнатом Мірза               |
| 1985      | ф | Сітамгар                  | Sitamgar              | Ніша Натх                    |
| 1985      | ф | Злочинні таємниці         | Bepanaah              | Радха Мальхотра              |
| 1985      | ф | Невинно засуджені         | Geraftaar             | Анурадха Сакса               |
| 1985      | ф |                           | Badal                 | Мінакші                      |
| 1985      | ф |                           | Teri Meherbaniyan     | Біджлі                       |
| 1985      | ф |                           | Shiva Ka Insaaf       | Ніша                         |
| 1985      | ф |                           | Ek Saudagar           |                              |
| 1986      | ф | Океан                     | Samundar              | Анджалі                      |
| 1986      | ф | Карма                     | Karma                 | Тулса                        |
| 1986      | ф | Доля вдови                | Ek Chadar Maili Si    | Раджі                        |
| 1986      | ф | Ім'я                      | Naam                  | Сима Рай                     |
| 1986      | ф | Непереможний              | Avinash               | доктор Сапна                 |
| 1986      | ф | Палау Кхан                | Palay Khan            | Зулейка Кхан                 |
| 1986      | ф | Ранковий потяг            | Saveray Wali Gaadi    | Джоті                        |
| 1986      | ф |                           | Khel Mohabbat Ka      | Лілі / Шьямолі               |
| 1986      | ф |                           | Dosti Dushmani        | Лата                         |
| 1987      | ф | Народ                     | Avam                  | Сушма                        |
| 1987      | ф | Гордість і мужність       | Himmat Aur Mehanat    | Шарда                        |
| 1987      | ф |                           | Mard Ki Zabaan        | Лата                         |
| 1988      | ф | Ми не ангели              | Hum Farishte Nahin    | Суніта                       |
| 1988      | ф | Клятва                    | Kasam                 | Сави                         |
| 1988      | ф | Виворіт життя             | Sone Pe Suhaaga       | адвокат Шрадха               |
| 1988      | ф |                           | Maalamaal             | Пунам Мальхотра              |
| 1988      | ф |                           | Hum Farishte Nahin    |                              |
| 1989      | ф | Кривавий рахунок          | Hisaab Khoon Ka       | Анупрія / Аніта              |
| 1989      | ф | Король вулиць             | Galiyon Ka Badshah    | Мадху                        |
| 1989      | ф | Розподіл                  | Batwara               | дружина Раджендра            |
| 1989      | ф | Герой                     | Abhimanyu             | Тулса / міс Каліфорнія Келлі |
| 1989      | ф |                           | Saaya                 | Супрія                       |
| 1989      | ф |                           | Yuddha Kaanda (канн.) |                              |
| 1990      | ф | Багатство і бідність      | Amiri Garibi          | Рані Нараян                  |
| 1990      | ф | Людина з кам'яним серцем  | Pathar Ke Insan       | Зіта Рай                     |
| 1990      | ф |                           | Atishbaaz             |                              |
| 1990      | ф |                           | Police Public         | Карина Арун Шарма            |
| 1991      | ф | Минула велич              | Jhoothi Shaan         | Гангу                        |
| 1991      | ф | Вуличний співак           | Qurbani Rang Layegi   | Пунам                        |
| 1991      | ф |                           | Deshwasi              | Ракша / Ражу Гуїдо           |
| 1991      | ф |                           | Qurbani Rang Layegi   |                              |
| 1992      | ф |                           | Jai Shiv Shankar      |                              |
| 1992      | ф |                           | Virodhi (тел.)        |                              |
| 1997      | ф | Колишні друзі             | Mahaanta              | дружина Віджая               |
| 1997      | ф | Розставання               | Judaai                | спеціальне запрошення        |
| 2001      | ф |                           | Ishtam (тел.)         | Лакшмі                       |
| 2009      | ф | 13Б: У страху нову адресу | 13B                   | Сушма, мама Манохара         |
| 2009      | ф | Серце говорить: «Вперед»! | Dil Bole Hadippa      | ямок Каур                    |
| 2011      | ф | Зустрілися ми...          | Miley Naa Miley Hum   | Шаліні Мехра                 |
| 2013      | ф | Рамаяна, ти повернешся    | Ramaiya Vastavaiya    | Ашвіні, мама Рама            |
| 2013—2014 | с |                           | Ekk Nayi Pehchaan     | Шарда Суреш Моді / Мехта     |

### Телебачення
Телепередачі
- Andaaz
- Chusth Durusth (на Zee TV)
- Kittie Party
- 2005 — Showbiz India Celebrity Profile
- 2009 — Bigg Boss (Season 3) (на Colors TV)
- 2013 — Ekk Nayi Pehchaan on Sony TV